# Бабенский сельсовет
Бабенский сельсовет — упразднённая административно-территориальная единица, существовавшая на территории Московской губернии и Московской области до 1959 года.
Голохвастовский сельсовет был образован в первые годы советской власти. По данным 1919 года он входил в состав Вороновской волости Подольского уезда Московской губернии
В 1920 году Голохвастовский с/с был переименован в Бабенский.
В 1926 году Бабенский с/с включал деревни Бабенки и Голохвастово, мастерскую Голохвастово и хутор Бабенки.
В 1929 году Бабенский сельсовет вошёл в состав Краснопахорского района Московского округа Московской области. При этом к нему был присоединён Беляевский (селения Бакланово и Беляево) с/с.
4 июля 1946 года Краснопахорский район был переименован в Калининский.
14 июня 1954 года к Бабенскому с/с был присоединён Покровский с/с.
22 июня 1954 года из Краснопахорского с/с в Бабенский были переданы селения Ворсино, Никольское и Филино, а из Бабенского с/с в Вороновский — селения Новогромово, Сахарово и Ясенки.
25 апреля 1956 года из Бабенского с/с в Вороновский были переданы селения Ивлево, Михалево, Покровское, Усадище и Юдановка.
7 декабря 1957 года Калининский район был упразднён и Бабенский с/с вошёл в Подольский район.
17 марта 1959 года Бабенский с/с был упразднён, а его территория передана в Вороновский с/с.